# 閉架式書庫
閉架式書庫(Closed Stacks)是指圖書館的書庫僅能允許圖書館員取放館藏資料，讀者不得自行進出書庫，亦不能自行取放資料的一種書庫管理方式。

## 概述
圖書館原先功能在於保存典籍，因此古代的藏書樓(相當於現今的圖書館)是不公開給社會大眾，少數供大眾利用的藏書處也不隨便讓大眾直接接觸館藏資料。這樣設計的主要目的在於利於保藏的工作的進行，可以將館藏資料置滿書架，容納更多的藏書。
閉架式書庫的優點在於對空間的利用較為經濟，只需要留下管理人員的活動走道，因此節省了許多閱覽的空間。也因為由專人處理借閱的工作，因此在安全管理方面更加的安全與有效率。現在圖書館，閉架式書庫主要是用於珍貴文獻、使用率較低的資料或是不方便公開的資料的保藏。若讀者若要借閱置放在閉架式書庫的資料，必須先查檢館藏目錄，查得索書號，再請圖書館員依據索書號來取得館藏資料，供讀者辦理借閱手續。